# Józef Ceynowa (chemik)
Józef Bogusław Ceynowa (ur. 13 kwietnia 1939 w Dąbrówce) – polski chemik, specjalizujący się w chemii fizycznej, fizykochemii polimerów i procesach membranowych.

## Życiorys
W 1956 roku ukończył liceum ogólnokształcące w Koronowie i podjął studia chemiczne na Uniwersytecie Mikołaja Kopernika. Ukończył je w 1961 roku, już pracując jako asystent w Instytucie Chemii. W 1964 r. uzyskał stopień doktora nauk chemicznych, tematem jego rozprawy było Badanie efektu katalitycznego w układzie Ni (II)-cysteina, a promotorem Antoni Basiński. Stopień doktora habilitowanego nauk chemicznych uzyskał w 1984 r. na podstawie rozprawy Izotermiczne procesy transportu w membranach jonoselektywnych z grupami sulfonowymi. Od 1993 r. był profesorem UMK.
Odbywał staże naukowe na Uniwersytecie w Liège (1975–1976) i stanowym Uniwersytecie Iowa (1990–1991). W latach 1989–1993 był zastępcą dyrektora Instytutu Chemii, w latach 1993–1999 prodziekanem, a od 1999 do 2005 r. dziekanem Wydziału Chemii UMK. Pełnił też funkcję kierownika Zakładu Chemii Fizycznej UMK. W 1962 r. został członkiem PTCh. Był też członkiem Komitetu Chemii PAN.
Tematyka jego badań dotyczyła m.in. procesów transportu w układach membranowych i biokatalizy w układach z membranami enzymatycznymi.

## Wybrane publikacje
- Ćwiczenia laboratoryjne z chemii fizycznej: dla studentów biologii (współautor, 1971)
- Izotermiczne procesy transportu w membranach jonoselektywnych z grupami sulfonowymi (1983)
- Podręcznik do ćwiczeń laboratoryjnych z chemii fizycznej (1988, współautor, ISBN 83-231-0098-5)
- Zarys liniowej termodynamiki nierównowagowej układów ciągłych i membranowych (1997, ISBN 83-231-0808-0)

## Odznaczenia
- Nagroda Sekretariatu Naukowego PAN (1980)
- Nagroda Ministerstwa Nauki i Szkolnictwa Wyższego (1986)
- Medal Komisji Edukacji Narodowej (1999)